# Teresa Herrera
Teresa Margarita Herrera y Posada, née à La Corogne le 10 novembre 1712 et morte dans la même ville le 22 octobre 1791, est une personnalité espagnole.